# Canal Lewisville
Canal Lewisville – jednostka osadnicza w Stanach Zjednoczonych, w stanie Ohio, w hrabstwie Coshocton.